# Доње Раштане
Доње Раштане су насељено место у саставу општине Свети Филип и Јаков, у Задарској жупанији, Република Хрватска.

## Историја
До територијалне реорганизације у Хрватској налазиле су се у саставу старе општине Биоград на Мору.

## Становништво
На попису становништва 2011. године, Доње Раштане су имале 499 становника.

## Попис1991.
На попису становништва 1991. године, насељено место Доње Раштане је имало 537 становника, следећег националног састава:
| Попис 1991.‍ | Попис 1991.‍ | Попис 1991.‍ | Попис 1991.‍ | Попис 1991.‍ |
| ----------- | ----------- | ----------- | ----------- | ----------- |
|             |             |             |             |             |
| Хрвати      | Хрвати      |             | 534         | 99,44%      |
| Срби        | Срби        |             | 1           | 0,18%       |
| непознато   | непознато   |             | 2           | 0,37%       |
| укупно: 537 |             |             |             |             |